# Vallone dei Mulini
Il Vallone dei Mulini è una valle della costiera sorrentina, ubicata a Sorrento: deve il suo nome alla presenza di un mulino utilizzato per la macinazione del grano.

## Storia e descrizione
Sorrento era originariamente attraversata da tre valli, unite tra loro in epoca romana; oltre al cosiddetto Vallone dei Mulini, che rappresentava il fulcro di questo sistema, era presente anche una valle che terminava a Marina Grande ed un'altra, coltivata ad alberi di agrumi, si inoltrava verso l'interno, sulle colline della città: queste ultime due valli sono in parte scomparse, ricolmate, per far spazio a strade ed edifici.

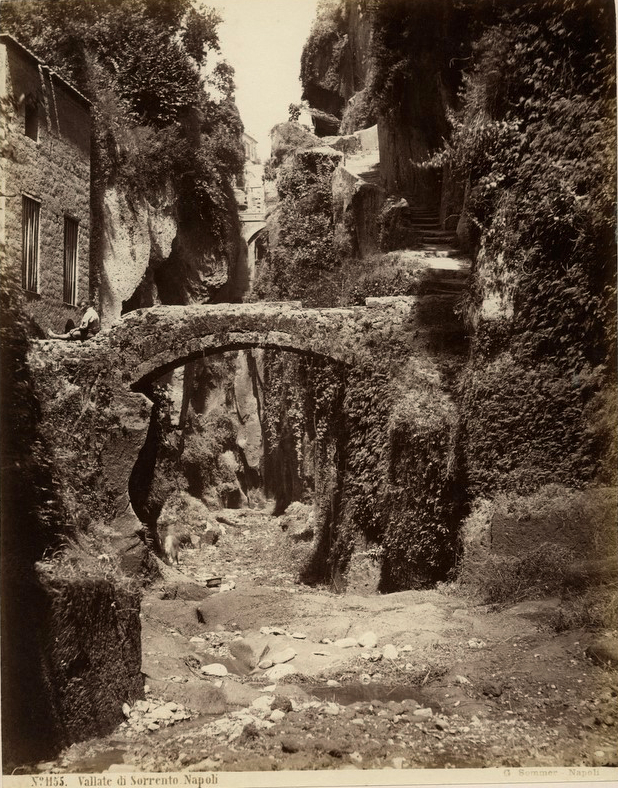
Foto storica

Il Vallone dei Mulini si è originato circa trentacinquemila anni fa, quando una violenta eruzione dei Campi Flegrei, ricoprì la zona che va da Punta Scutolo a Capo di Sorrento di detriti: le acque sorgive che formavano ruscelli dalla bassa portata, chiamati Casarlano e Sant'Antonino, che si incontrano poco prima dell'inizio della valle, scavarono una profonda e stretta gola, in cerca di uno sbocco verso il mare.
Nel XVI secolo la zona era di proprietà della famiglia Tasso, mentre in seguito passò sotto il controllo dei Correale: fu proprio uno dei membri di questa famiglia, Onofrio, che nel XVII secolo, fece costruire allo sbocco della valle un porto, in quella che è l'attuale Marina Piccola, ma che un tempo veniva chiamata Capo Cervo o Capo di Cerere, per la presenza di un antico tempio romano dedicato a Cerere e distrutto poi da due frane nel 1580 e nel 1604. Negli anni successivi, sul fondo della valle, venne costruito un mulino, che, sfruttando le acque del torrente, era utilizzato per la macinazione del grano da vendere poi ai sorrentini, una segheria, che trattava legno di ciliegio, ulivo e noce, utilizzato poi dagli artigiani della zona, i quali ne ricavavano manufatti artigianali, ed un lavatoio pubblico: di questo complesso industriale sono ancora visibili i ruderi; i costoni della vallata furono inoltre, con molta probabilità, utilizzati come cave di tufo per reperire blocchi per la costruzione degli edifici a Sorrento e le grotte formatesi vennero riconvertite come pozzi per la raccolta dell'acqua. Il Vallone dei Mulini, pur essendo un luogo di vita popolare, fu comunque oggetto, in questo periodo, di opere pittoriche e riproduzioni di artisti sia italiani che stranieri: queste fonti rappresentano le uniche testimonianze della zona.
Sorrento era unita al resto della costiera da uno stretto ponte che superava la valle: nel 1866 venne deciso di eliminare il ponte e sostituirlo con una piazza, ottenendo lo spazio necessario per la sua realizzazione, riempiendo parte della gola, ricavandone anche alcuni locali; fu così che il Vallone dei Mulini si trovò diviso in due: da un lato, lo sbocco verso il mare, occupato poi dalla strada per il porto, dall'altra il piccolo complesso industriale che cessò di funzionare agli inizi del XX secolo, sia per la mancanza di acqua, incanalata, sia per motivi di ordine climatico, in quanto la totale assenza di vento e l'elevata umidità, che si aggira costantemente intorno all'80%, dovuto allo sbarramento artificiale, resero impossibile qualsiasi forma di vita umana. Tuttavia ciò ha beneficiato il proliferare di numerose piante, alcune considerate rare o quasi del tutto scomparse, come la Phyllitis vulgaris, oltre a diverse forme di piante carnivore e cespugli di capperi.